# 자라 누루
자라 누루(Sara Nuru, 1989년 8월 19일 ~ )는 독일의 에티오피아계 모델이다. 도전! 슈퍼모델 독일판 시즌 4 우승자이다.